# (11664) Kashiwagi
(11664) Kashiwagi (1997 GX24) – planetoida z pasa głównego asteroid okrążająca Słońce w ciągu 5,66 lat w średniej odległości 3,17 j.a. Odkryta 4 kwietnia 1997 roku.